# La Palma, San Miguel de Allende
La Palma är en ort i Mexiko.   Den ligger i kommunen San Miguel de Allende och delstaten Guanajuato, i den centrala delen av landet, 250 km nordväst om huvudstaden Mexico City. La Palma ligger 1 888 meter över havet och antalet invånare är 788.
Terrängen runt La Palma är platt åt sydväst, men åt nordost är den kuperad. Runt La Palma är det ganska tätbefolkat, med 96 invånare per kvadratkilometer. Närmaste större samhälle är San Miguel de Allende, 12,7 km söder om La Palma. Trakten runt La Palma består i huvudsak av gräsmarker.